# Jefferson Clinton Hotel
El Jefferson Clinton Hotel, anteriormente conocido como Dome Hotel, en el área de Armory Square de Syracuse, Nueva York, es un hotel que data de 1927.
Fue diseñado por el arquitecto Gustavus A. Young, quien también trabajó en el diseño del Hotel Syracuse (1924).
Es un edificio de 10 pisos diseñado en el estilo Comercial, incorporando ladrillos de color claro, piedra tallada y terracota. Tiene " dinteles de piedra delicadamente tallados"  sobre las ventanas del segundo piso. Se trata de 25 ventanas simples o dobles, alrededor de tres lados del edificio. Es un edificio de estilo comercial de tres partes.
Es una Propiedad contribuidora del distrito histórico de Armory Square, incluido en el Registro Nacional de Lugares Históricos en 1984. El hotel se identifica como el "Dome Hotel" en la nominación de NRHP.
De los edificios de hoteles históricos que sobreviven en el distrito, incluido Kirk Block (c.1869), Crown Hotel (c.l876) y Stag Hotel (1869), el Jefferson Clinton construido en 1927 es el único que no ha convertido a otros usos. Continúa "como uno de los hoteles más grandes de la ciudad, que se distingue por su diseño de estilo Comercial con dinteles de piedra tallada y paramentos de piedra lisa en los dos pisos inferiores".
Se convirtió en miembro del programa de hoteles históricos de América del National Trust for Historic Preservation en 2008.

## Nombre
Está ubicado en la intersección de W. Jefferson St. y S. Clinton St. en el centro de Syracuse. Fue identificado como Dome Hotel en la lista de 1984 del distrito histórico. Según un sitio web de turismo, "Durante la Gran Depresión, el hotel fue tomado por la ciudad de Syracuse y pasó a llamarse Dome Hotel. Este hotel cerró en 1986 y permaneció vacante hasta 2001 cuando reabrió como Hawthorn Suites ".
1. ↑  In the NRHP nomination, the Dome Hotel is listed with address given as 200-02 West Jefferson St. Google Maps suggests 200 West Jefferson is the Armory building in the center of the oval, while 202 West Jefferson is the Jefferson Clinton Hotel building.
2. ↑  The Hotel Syracuse (1924), which had 790 guest rooms, would have always been the largest, until it closed in 2004.